# Société de promotion industrielle automobile au Maroc
La Société de promotion industrielle automobile au Maroc, abrégé en Sopriam, est une filiale du groupe Al Mada et le distributeur exclusif des marques Peugeot, Citroën et DS au Maroc.
Fondée en 1977, Sopriam a son siège au 125, Bd Moulay Slimane à Casablanca au Maroc. Sopriam est la première entreprise certifiée ISO 9001(2000) sur le secteur depuis 2003.

## Histoire
Créée en 1977 par SNI (Al Mada), Peugeot et la Somaca, Sopriam a commencé son activité par le montage des Peugeot Pick-up 504, pour devenir ensuite l’importateur et le distributeur exclusif des marques Peugeot et Citroën au Maroc. 
En 1984, le groupe ONA rachète les parts de Somaca et Sopriam fusionne avec Maden, qui assurait la commercialisation des Peugeot assemblées. 
En 1995, Sopriam vend plus de 4000 voitures en totalisant un chiffre d’affaires de 544 millions de Dirhams.
La direction de la société a été assurée par Abderrahim Benkirane, de 2004 jusqu’à son départ et son remplacement par Loïc Morin, en octobre 2008. Après le départ de M. Morin en juin 2016, le poste de PDG est devenu vacant. La présidence de la société a été alors assurée par Hassan Ouriagli, président de la maison mère SNI, tandis qu’Amine Souhail, jusque-là secrétaire général du groupe, était nommé directeur général délégué.
En 2015, le chiffre d’affaires de la Sopriam est de 2,1 milliards de Dirhams. 
En 2016, Sopriam nomme Badreddine Mansouri directeur de la marque Citroën pour le Maroc. 
En septembre 2017, le poste de PDG de Sopriam est de nouveau pourvu avec la nomination de Tarafa Marouane, par ailleurs PDG de la Somed et président du Conseil d’administration de LafargeHolcim Maroc. Amine Souhail conserve, quant à lui, ses responsabilités de directeur général.

## Activité
Outre la vente de voitures neuves, particulières et utilitaires, la vente de pièces de rechange, l’entretien et la réparation des véhicules, Sopriam propose la vente et le rachat des véhicules d’occasion toutes marques confondues. 

## LES RESEAU
Sopriam compte un réseau de succursales et de concessionnaires déployé sur tout le territoire marocain.
- 6 succursales à Casablanca destinées à la vente des véhicules neufs, à la vente des pièces de rechange et à l'entretien des véhicules
- 8 succursales bimarques avec des points de vente, pièces de rechange et ateliers pour l'entretien des véhicules à Mohammedia, Kenitra, Tanger, Tétouan, Fès, Fès Saïss, Meknès et Marrakech
- Un site destiné au rachat et à la vente des véhicules d'occasion à Casablanca.